# Mira Jungåker
Mira Jungåker, född 22 juli 2005 i Jönköping, är en svensk ishockeyspelare som spelat för HV71. Säsongen 2024/2025 spelar hon för Ohio State Unversity. Hon medverkade i svenska U-18-laget som tog VM-silver 2023 där hon även utsågs till VMs bästa back. Jungåker medverkar i landslaget och spelat i VM både 2023 och 2024.